# Muntanyes Pădurea Craiului

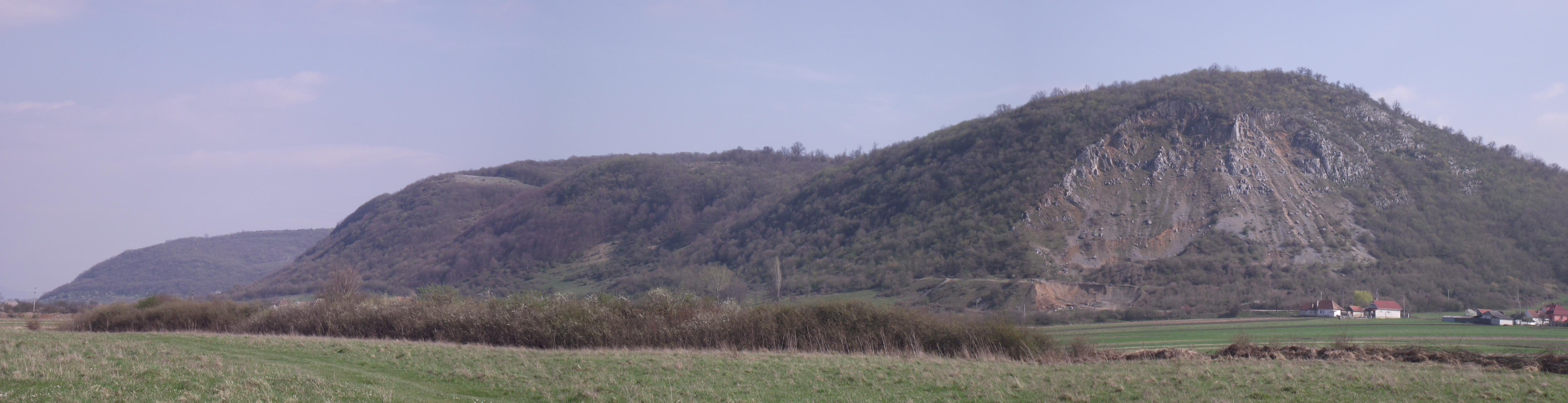
Muntanyes Pădurea Craiului

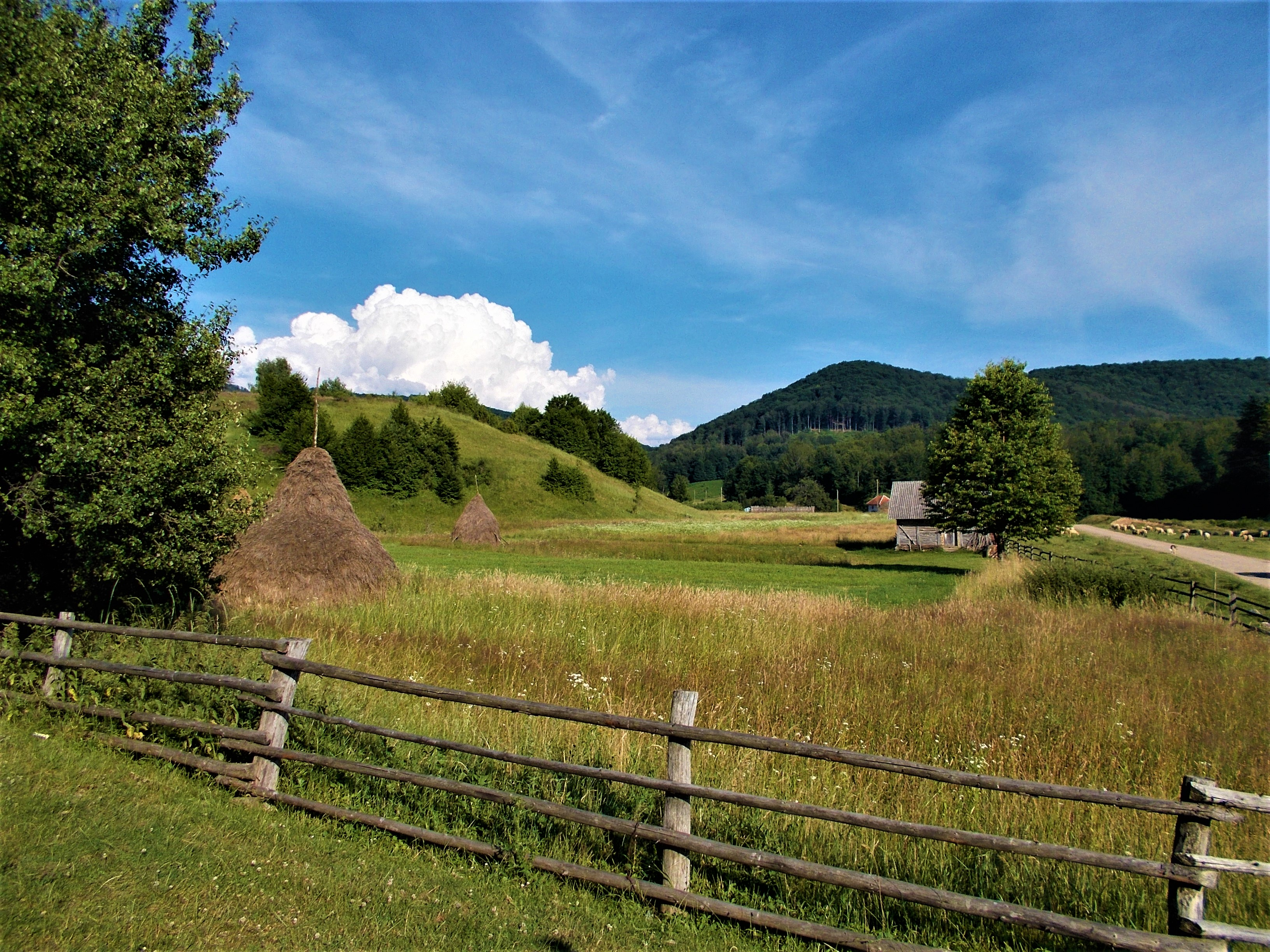
Muntanyes Pădurea Craiului

Les muntanyes Pădurea Craiului es troben a la part nord-oest de les muntanyes Apuseni de la serralada dels Carpats, situada entre la depressió de Vad-Borod i la depressió de Beiuș. Els Dealurile Vestice (turons occidentals) es troben a l'oest d'aquestes muntanyes i les muntanyes Vlădeasa es troben a l'est. El cim més alt de Pădurea Craiului és el pic Hodrâncușa amb 1.027 metres. El nom Pădurea Craiului significa literalment "El bosc del rei".
Les muntanyes cobreixen una superfície de 1.150 km i es troben a la part central-oriental del comtat de Bihor, que cobreix el 15,2% de la seva superfície. També són la zona muntanyosa més propera a Oradea, que és a uns 35 km de Vârciorog, i a 60 km de Șuncuiuș.